# 柳叶冬青
柳叶冬青（学名：Ilex salicina）为冬青科冬青属的植物。分布于越南以及中国大陆的广西等地，生长于海拔170米至300米的地区，多生在山坡疏林中和灌木丛中，目前已由人工引种栽培。
种加名 salicina 意为“柳叶状的”。

## 别名
水黄柞（广西东兴）